# Liste der Monuments historiques in Bantzenheim
Die Liste der Monuments historiques in Bantzenheim führt die Monuments historiques in der französischen Gemeinde Bantzenheim auf.

## Liste der Objekte
| Bezeichnung                                   | Beschreibung                                                      | Standort                       | Kennzeichnung | Schutzstatus | Datum | Bild |
| --------------------------------------------- | ----------------------------------------------------------------- | ------------------------------ | ------------- | ------------ | ----- | ---- |
| Skulptur Heiliger Sebastian                   | Prozessionsfigur; Holz, farbig gefasst, Ende des 15. Jahrhunderts | in der Kirche St-Michel (Lage) | PM68000822    | Classé       | 2004  |      |
| Zehn Chorbänke, Wandverkleidung und Kredenzen | Eichenholz, um 1780, von Gabriel Ignaz Ritter                     | in der Kirche St-Michel (Lage) | PM68000821    | Classé       | 2004  |      |
| Pietà                                         | Holz, farbig gefasst, 18. Jahrhundert                             | in der Kirche St-Michel (Lage) | PM68000514    | Classé       | 1978  |      |
| Lesepult                                      | Eichenholz, um 1780, von Gabriel Ignaz Ritter                     | in der Kirche St-Michel (Lage) | PM68000820    | Classé       | 2004  |      |